# Terremoto de Cantón de 1605
El terremoto de Cantón de 1605 fue un terremoto que golpeó la isla de Hainan y la provincia adyacente de Cantón en China el 13 de julio de 1605 con una magnitud estimada de 7,5 y una intensidad máxima sentida de X en la escala de intensidad Mercalli modificada. Causó daños generalizados, incluido el hundimiento de grandes áreas de tierras de cultivo, inundando muchas aldeas y matando a varios miles de personas.
Según los registros chinos sobre el evento, en el reinado del emperador Wanli, "hubo un sonido atronador, la oficina pública se derrumbó y las casas se derrumbaron, y miles de muertos fueron aplastados en el condado" y "el cadáver está cubierto" en almohadas, sangrando, toca el corazón, y escupe en el cielo.